# Mittelgönrath
Mittelgönrath ist eine Hofschaft im Solinger Stadtteil Mitte.

## Geographie
Mittelgönrath liegt an einem Nordhang des Viehbachtals im Westen von Solingen-Mitte, dort am äußersten Ende der Dingshauser Straße. Der Viehbach entspringt in einem Feuchtgebiet bei Obengönrath, das wenige hundert Meter nordöstlich von Mittelgönrath liegt. Unmittelbar südlich verläuft die zur Kraftfahrstraße ausgebaute Landesstraße 141n (L 141n/Viehbachtalstraße) mit ihrer Anschlussstelle am Mangenberg. Flussabwärts liegen erst Untengönrath und dann Waardt. Westlich liegt das Gewerbe- und Industriegebiet Scheuren, im Norden liegt erst Dingshaus und dann Kleinenberg und Lehn.

## Etymologie
Das Suffix des Wortes Obengönrath, die Silbe -rath, deutet darauf hin, dass das betreffende Gebiet zur Urbarmachung zunächst gerodet werden musste. Das Präfix Oben- grenzt den Hof von den anderen beiden Höfen gleichen Namens ab. Unklar ist die Herkunft des Bestimmungswortes Gön-.
Laut Dittmaier geht das Bestimmungswort Gön- auf mndd. jene, jone in der Bedeutung „jene“, „jenseits“ zurück. Gönrath besitzt also hiernach die Bedeutung „jenseitige Rodung“.

## Geschichte
Gönrath lässt sich bis in das 13. Jahrhundert zurückverfolgen, vermutlich ist der Hof Untengönrath als Fronhof der Abtei Altenberg der älteste. Gönrath wird im Jahr 1340 als Gheenroede, 1362 als Gunreidt und 1488 als Gunroidt urkundlich erwähnt.
Mittelgönrath war zu Anfang des 18. Jahrhunderts bereits vorhanden. Der Hof ist im Jahre 1715 in der Karte Topographia Ducatus Montani, Blatt Amt Solingen, von Erich Philipp Ploennies mit einer Hofstelle verzeichnet und als m. Gönradt benannt. Er gehörte zur Honschaft Scheid innerhalb des Amtes Solingen. Die Topographische Aufnahme der Rheinlande von 1824 verzeichnet den Ort als Mittelgönrath und die Preußische Uraufnahme von 1844 als Mitt: Gönrath. In der Topographischen Karte des Regierungsbezirks Düsseldorf von 1871 ist der Ort als Mttl.- gönrath verzeichnet.
Viele Richter des Amtes Solingen, besonders in der Zeit von 1670 bis ins 18. Jahrhundert, entstammten der Familie Wald-Merscheider Kaufmannsfamilie Kyllmann. Die meisten von ihnen hatten ihren Wohnsitz in den Hofschaften Dahl oder Gönrath, wodurch zeitweise dort auch Gericht gehalten wurde. Von diesem Kapitel der Geschichte zeugen etwa das Richter- und das Schöffenhaus in Dahl. Hinzu kam, dass diverse Schöffen und Gerichtsschreiber zu jener Zeit in Dahl und Gönrath wohnten, darunter Wilhelm Dinger in Mittelgönrath oder die Gerichtsschreiber aus der Familie von Märcken in Obengönrath.
Nach Gründung der Mairien und späteren Bürgermeistereien Anfang des 19. Jahrhunderts gehörte Mittelgönrath zur Bürgermeisterei Wald, dort lag er in der Flur IV. (Gönrath). 11815/16 lebten 65, im Jahr 1830 74 Menschen im als Weiler bezeichneten Mittel-Gönrath. 1832 war der Ort Teil der Zweiten Dorfhonschaft innerhalb der Bürgermeisterei Wald. Der nach der Statistik und Topographie des Regierungsbezirks Düsseldorf als Ackergut kategorisierte Ort besaß zu dieser Zeit acht Wohnhäuser und sechs landwirtschaftliche Gebäude. Zu dieser Zeit lebten 70 Einwohner im Ort, davon 15 katholischen und 55 evangelischen Bekenntnisses. Die Gemeinde- und Gutbezirksstatistik der Rheinprovinz führt den Ort 1871 mit 18 Wohnhaus und 112 Einwohnern auf. Im Gemeindelexikon für die Provinz Rheinland von 1888 werden für Mittelgönrath 17 Wohnhäuser mit 144 Einwohnern angegeben. 1895 besitzt der Ortsteil 21 Wohnhäuser mit 118 Einwohnern, 1905 werden 18 Wohnhäuser, 110 Einwohner und die Zugehörigkeit zu dem Solinger Kirchspiel St. Clemens angegeben.
Mit der Städtevereinigung zu Groß-Solingen im Jahre 1929 wurde die Hofschaft Mittelgönrath ein Ortsteil Solingens. Als einer der wenigen tatsächlich realisierten Abschnitte der geplanten Autobahn 54 entstand am Ende der 1970er Jahre auf dem Teilstück An der Gemarke bis Mangenberg eine vierspurige Kraftfahrstraße durch das Viehbachtal. Dieses Teilstück der als L 141n gewidmeten Viehbachtalstraße wurde am 31. August 1979 dem Verkehr übergeben. Nach zahlreichen Anwohnerbeschwerden über zu viel Lärm wurden im Folgejahr einige Maßnahmen für einen verbesserten Lärmschutz eingeleitet. Der Weiterbau der Viehbachtalstraße zwischen Mangenberg und dem Frankfurter Damm erfolgte bis 1981. Ein weiterer Ausbau erfolgte jedoch nicht; die A 54 wurde nie fertiggestellt.:55

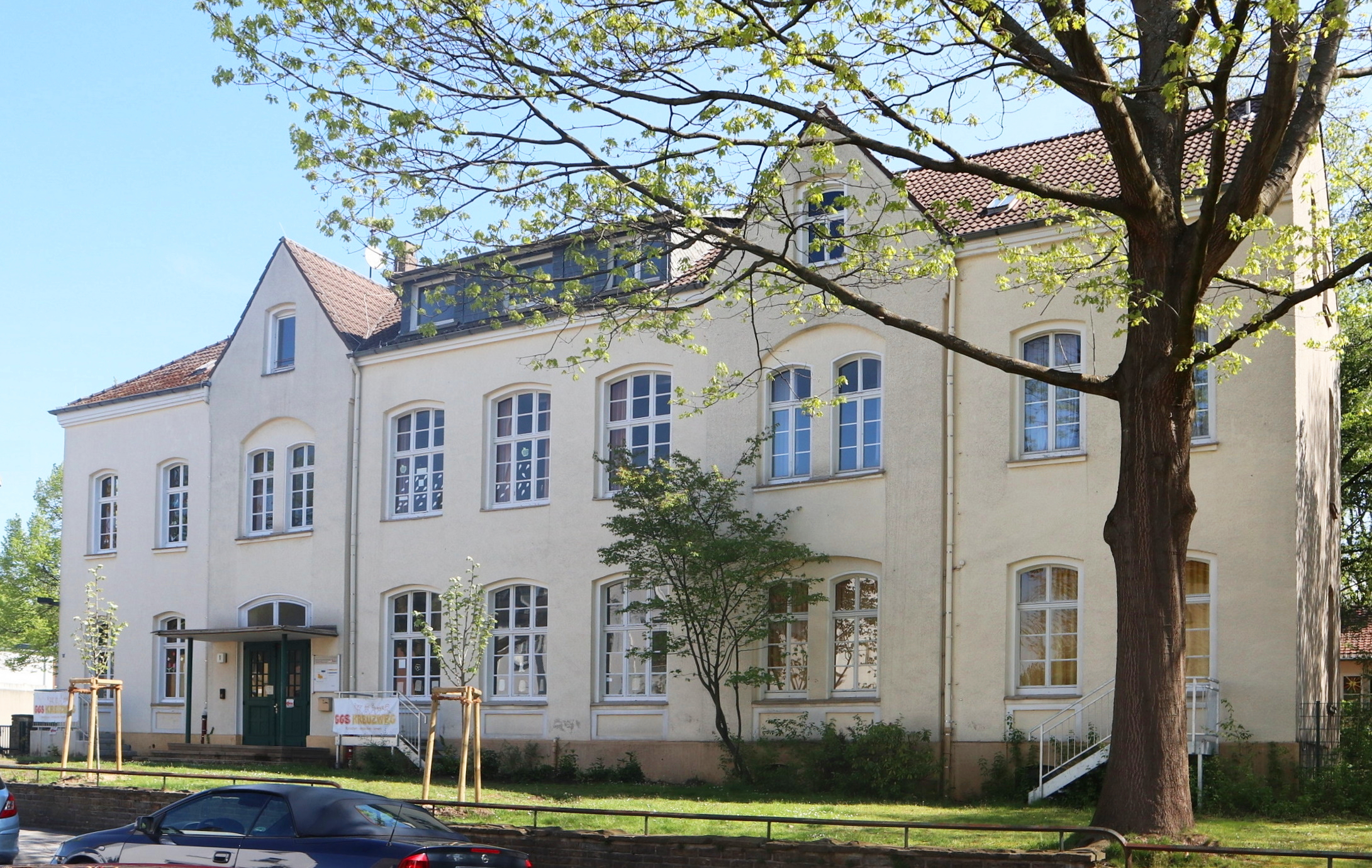
Grundschule Kreuzweg, Standort Mittelgönrath, Mittelgönrather Straße 1

Seit dem Jahre 1984 beziehungsweise 1991 stehen von den historischen Fachwerkhäusern in Mittelgönrath die Gebäude Dingshauser Straße 65b sowie das Gebäude Dingshauser Straße 72, 72a, 72c unter Denkmalschutz, das oben abgebildet ist. Außerdem steht das etwas nördlich gelegene, um 1899 errichtete Gebäude Mittelgönrather Straße 1, in dem sich jetzt eine Dependance der Grundschule Kreuzweg befindet, unter Denkmalschutz.